# 메클렌부르크포어포메른주

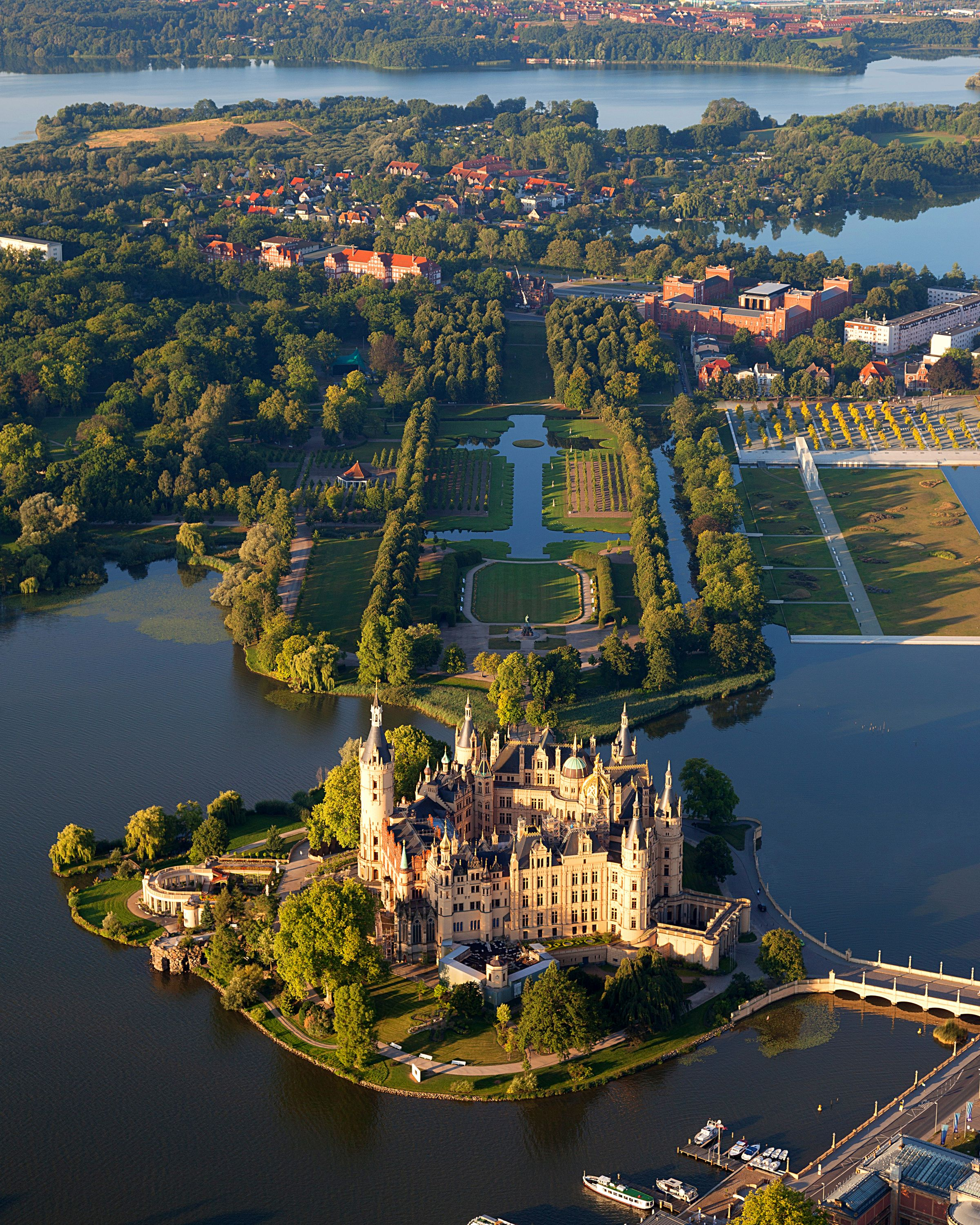
슈베린 성

메클렌부르크와 포메른

메클렌부르크포어포메른주(Land Mecklenburg-Vorpommern)는 독일 북동부에 위치한 주이다. 주도는 슈베린이지만 로스토크가 가장 큰 도시이다. 구 동독 지역으로, 농업과 관광이 주된 산업이다. 특히 이 곳은 호수가 많기로 유명하다.
북쪽으로는 발트해, 서쪽으로는 슐레스비히홀슈타인주, 남서쪽으로는 니더작센주, 남쪽으로는 브란덴부르크주와 접하며 동쪽으로는 폴란드와 국경을 접한다.
이 연방주는 독일이 제2차 세계 대전에서 패배하여 기존 포메른 지방의 대부분을 폴란드에 할양하게 됨에 따라 신설되었다. 할양하고 남은 부분인 포어포메른 지방과 기존의 메클렌부르크 지방을 합쳐 1945년 하나의 주로 통합하였다. 이후 동독이 연방주 개념을 폐지하면서 1952년 이후 해체되었다가 동서독 통일 이후인 1990년 부활하였다.

## 행정 구역
6개 군, 2개 군급시를 관할한다.

### 군
- 루트비히슬루스트파르힘군
- 메클렌부르기셰젠플라테군
- 노르트베스트메클렌부르크군
- 로스토크군
- 포어포메른그라이프스발트군
- 포어포메른뤼겐군

### 군급시
- 로스토크
- 슈베린

## 같이 보기
- 메클렌부르크
- 포메라니아